# Бабушкин дом
«Бабушкин дом» (англ. Grandmother’s House, также Grandma’s House) — американский фильм-слэшер 1988 года режиссёра Питера Рейдера с Эриком Фостером, Ким Валентайн, Леном Лессером и Идой Ли в главных ролях. В центре сюжета осиротевшие брат и сестра, которые, переехав к своим престарелым бабушке и дедушке, начинают подозревать их в том, что они психопаты-убийцы. Продюсером фильма выступил Нико Масторакис.

## Сюжет
Дэвид и его сестра Линн становятся сиротами после того, как их отец неожиданно умирает, и отправляются жить к своим бабушке и дедушке по материнской линии в сельский дом в Калифорнии. Дети раньше жили в этом доме с матерью, когда были совсем маленькими, но мало что помнят об этом. По дороге в автобусе дети видят зловещую женщину, стоящую посреди дороги рядом с домом их бабушки и дедушки, которая чуть не спровоцировала аварию. Во время их первой ночи Дэвиду снится кошмар о том, как его дедушка убивает некую женщину.
На следующий день Дэвид и Линн посещают местные соревнования по плаванию. Таинственная женщина также приходит на соревнования. Дэвид замечает её. В бассейне Линн встречает Кенни, который проявляет к ней романтический интерес. Когда они возвращаются домой, то обнаруживают, что полиция собралась возле дома, извлекая труп мужчины из пруда. Полиция сообщает дедушке, что фургон мужчины пропал. Во второй половине дня в доме Сэкеттов и их детей, Рэймонда и Дарлин, устраивается семейное барбекю. Во время осмотра окрестностей вместе с Раймондом Давиду рассказывают, что женщина якобы была убита в туннеле ирригационной канавы, и что её тело было спрятано за каменной стеной. Думая, что в пруду есть и другие тела, Реймонд создает самодельную бомбу и взрывает её, надеясь, что трупы всплывут.
Спасаясь после взрыва, Дэвид бежит обратно в дом своих бабушки и дедушки, где он видит, как они сжигают одежду и тащат тело женщины в подвал. Пробравшись в подвал, Дэвид находит в холодильнике труп женщины — той самой, которую он видел на соревнованиях по плаванию. Дэвид с удивлением обнаруживает, что дедушка стоит перед ним на верхней ступеньке лестницы. Во время пикника полицейский останавливается и спрашивает о взрыве. Дэвид пытается рассказать ему о теле женщины, но ему мешает дед.
Когда Сэкетты уезжают, Дэвид пробирается на чердак, но дед следует за ним. Дэвид поднимается на крышу дома, случайно разорвав при этом телефонную линию дома. Через несколько минут приезжает Кенни, чтобы пригласить Линн на свидание. Дэвид остаётся дома один с бабушкой и дедушкой. Во время вождения в саду, автомобиль Кенни застревает, и Линн возвращается в дом пешком за домкратом. Дэвид сталкивается с ней в гараже, где они находят женщину, сидящую в большом грузовике их бабушки и дедушки, прикованную наручниками к рулю. Дэвид потрясен, обнаружив, что женщина все ещё жива, и она объясняет, что её держат в плену, и что она пришла предупредить детей об опасности жизни в доме их бабушки и дедушки. Им удается снять с женщины наручники, после чего она нападает на Дэвида.
Бабушка и дедушка обнаруживают их и посылают детей бежать за помощью. Они натыкаются на помощника шерифа, который провожает их до дома. Он сообщает им, что эта женщина на самом деле их мать — которую они считали мертвой — которая недавно сбежала из психиатрической больницы в Джеймстауне, и что она опасна. Женщина закалывает шерифа насмерть, а дети бегут в гараж и спасаются в грузовике, но женщина цепляется за борт. Они умудряются сбросить её с грузовика, когда они проносятся через сад, прежде чем машина глохнет, дальше они идут пешком. Женщине удается завести грузовик, и она начинает гоняться за детьми по всему саду.
Дэвиду и Линн наконец удается сбежать обратно в дом своих бабушки и дедушки. Внутри Дэвид обнаруживает фотографию их матери, но Линн отказывается верить, что это та же самая женщина. Дэвид стреляет из дробовика в парадную дверь, когда в окне появляется силуэт, нечаянно попадая Кенни в живот. Полиция прибывает через несколько минут, разыскивая пропавшего помощника шерифа, но не могут найти женщину, которая, как утверждают Дэвид и Линн, напала на них. Дэвида отвезли в больницу с черепно-мозговой травмой и оставили на ночь. Утром он сбегает из больницы и крадет велосипед, чтобы вернуться домой к бабушке и дедушке. Он видит, как его дед несёт через сад свою недееспособную мать. Он следует за ними в подвал, где видит, как его дед пытается убить его мать, и называет Дэвида своим сыном — Дэвид понимает, что он является плодом инцеста между его матерью и дедом. Дэвид противостоит своему деду (и отцу) и в припадке ярости избивает его топором до смерти.

## В ролях
- Эрик Фостер — Дэвид
- Ким Валентайн — Линн
- Лен Лессер — дедушка
- Ида Ли — бабушка
- Бринк Стивенс — женщина
- Майкл Робинсон — Кенни
- Крейг Йерман — Рэймонд Сэкетт
- Дэвид Донэм — Мистер Сэкетт
- Джоан-Кэрол Бенсен — Миссис Сэкетт
- Анджела О’Нил — Дарлин Сэкетт
- Р. Дж. Уокер — шериф

## Релиз
В 1999 году фильм был выпущен на DVD компанией Simitar Entertainment. Позже он был выпущен в восстановленном широкоэкранном издании от Image Entertainment в 2003 году. В апреле 2019 года фильм был восстановлен и выпущен на Blu-ray компанией Vinegar Syndrome
В Советском Союзе и России фильм распространялся на пиратских видеокассетах с переводом Юрия Живова, а также на лицензионных видеокассетах, выпущенных компанией Varus Video, с профессиональным дубляжом.